# Jean-Jacques Sempé
Jean-Jaques Sempé, més conegut com a Sempé, (Peçac, 17 d'agost de 1932 - Empús, prop de Draguinhan, 11 d'agost de 2022) va ser un dibuixant de còmic francès. Va dibuixar diverses vegades la coberta de les revistes The New Yorker i Paris Match, però es va fer famós principalment per la seva sèrie de llibres El petit Nicolas, publicada de 1950 a 1964 juntament amb René Goscinny.
Sobre la seva infància, Sempé va declarar en diverses ocasions que no va ser feliç perquè, del seu pare, només sabia que devia ser un home encantador que va seduir la seva secretària —la mare de Sempé. Després ella va casar-se amb el Sr. Sempé, un representant de comerç que va donar-li el cognom. Durant un temps, el petit Sempé va estar en una casa d'acollida, on el van maltractar i la seva mare el va recuperar. Però l'ambient familiar no era bo per les discussions continuades entre la seva mare i el seu padrastre.

En una entrevista realitzada per Marc Lecarpentier, i publicada en el llibre Enfances, Sempé assegurava que: "La meva infantesa no va ser gens feliç. Fins i tot fou trista i una mica tràgica".
«Tota la meva vida, de petit, vaig sentir que la meva mare renyava el meu pare perquè no trobava cap feina que no fos el miserable treball que tenia. […] Sempre van ser baralles, sempre discussions, sempre deutes, sempre mudances ràpides.»
Davant la seva infantesa, Jean-Jacques Sempé conservà una actitud ambigua, des dels records de la duresa de la seva mare i les seves bofetades, de la vergonya que va sentir quan ella "va començar a cridar", amb atacs de riure, i llavors es va dir a si mateix: "Estic entre bojos! Estan completament bojos". Dècades després resumeix:
«Els meus pares van fer el que van poder, els pobres, realment. No els culpo ni un segon, ho van fer com van poder.»
Va deixar l'escola als catorze anys, i va treballar de repartidor, representant de dentífrics i agent de vins durant un temps. Va intentar treballar a la policia, en un banc o la seguretat social, però no va ser acceptat enlloc, fet que el va empènyer a provar de guanyar-se la vida dibuixant.
El 1950, amb divuit anys, va començar a publicar alguns dibuixos a la revista Sud-Ouest, firmant com a DRO, (de l'anglès draw, dibuix). El 1951 va publicar el seu primer treball en aquesta mateixa revista firmant amb el seu nom real. El 1952 va guanyar el premi Carrizey per a dibuixants novells. Després de l'èxit que va suposar El Petit Nicolas, van convidar-lo a dibuixar en moltes publicacions: Paris Match, Punch, Esquire, Pilote, L'Express, Le Figaro, Le Nouvel Observateur, France Dimanche, Télérama. entre 1962 i 2010 va publicar quaranta àlbums de dibuixos amb l'editorial Denoël, gairebé un cada any.

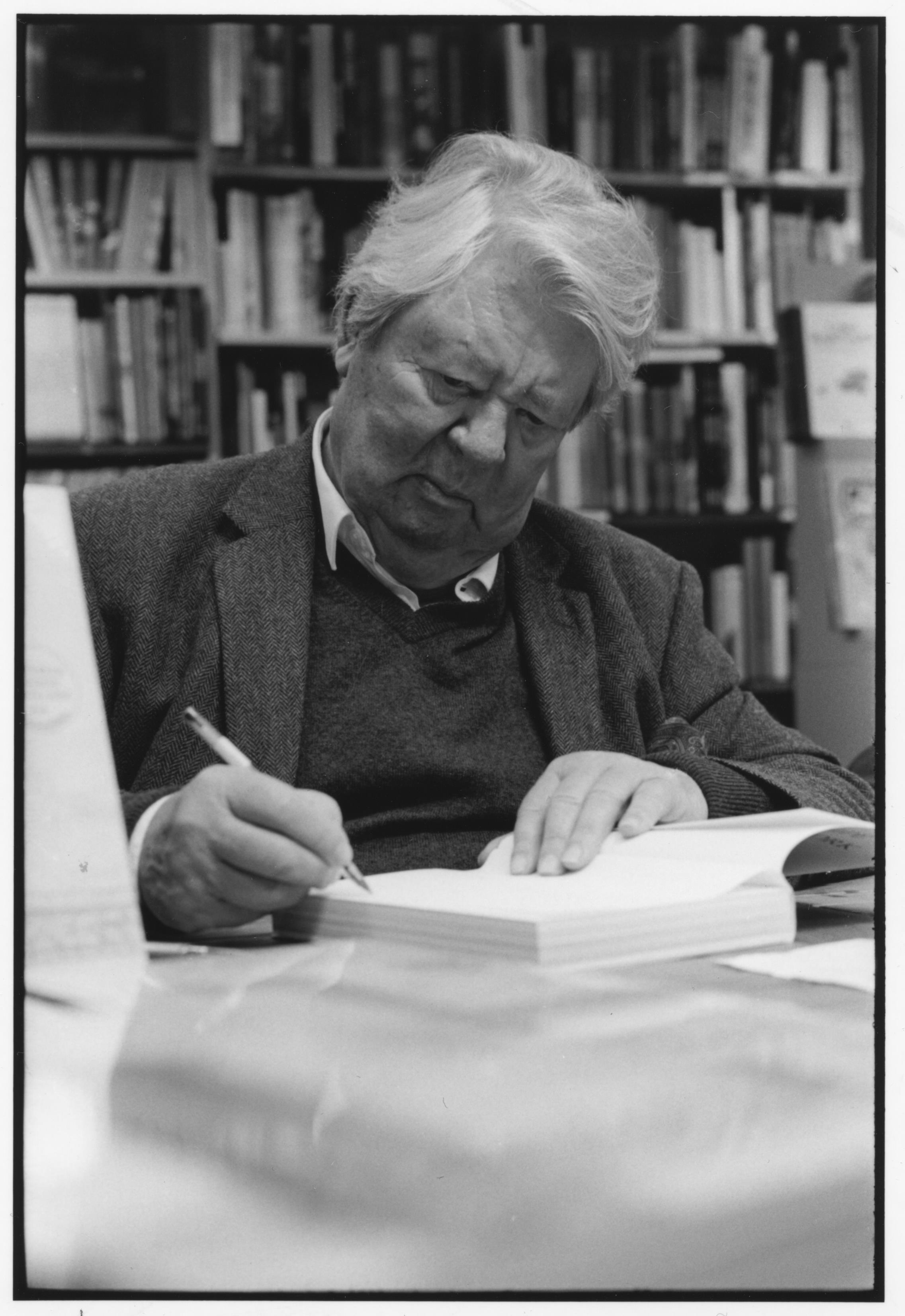
Jean-Jacques Sempé en 2016, per Olivier Meyer.

El seu personatge petit Nicolàs ha estat dut al cinema en dues ocasions. La primera, l'any 2009, en un film dirigit per Laurent Tirard, que no va entusiasmar la crítica. En canvi, el film d'animació Le petit Nicolas: Qu'est qu'on attend pour être heureux (El petit Nicolas: què esperem per ser feliços?), va rebre el premi a la millor pel·lícula en el Festival de Cinema d'Animació d'Annency. L'any 2021 també se'n va fer una adaptació per a la cadena de ràdio pública francesa France Culture, interpretada per actors de la Comédie-Française.
El 2011, a l'Ajuntament de Paris es va fer per primer cop una exposició retrospectiva de la seva obra, anomenada «Sempé, un peu de Paris et d'ailleurs»". L'any 2014 va dissenyar una sèrie de monedes d'or i de plata sobre el tema «els valors de la República» per a la Monnaie de Paris (la institució monetària oficial francesa). El 2016, amb motiu del Tour de França, es va poder veure una exposició d'obres seves a Andorra.
Va viure la major part de la seva vida al districte de Saint-Germain-des-Prés, a París. Era el pare de la dissenyadora francesa Inga Sempé.